# جامعة ماسترخت
جامعة ماسترخت، أسست في 1976 بمدينة ماسترخت، هولندا وتعد ثاني أصغر جامعة في البلاد من حيث العمر. يبلغ عدد طلبة الجامعة حوالي 11,500، 30% منهم طلبة أجانب، وعدد العاملين يقارب 3000.

## التاريخ
أنشئت جامعة ماستريخت رسميا في عام 1976. وفي مواجهة نقص الكوادر الطبية، قررت الحكومة الهولندية في أواخر الستينيات أن هناك حاجة إلى مؤسسة عامة جديدة للتعليم العالي من أجل توسيع منشآت التدريب الطبية في البلاد. القادة السياسيين في محافظة ليمبورخ، وأبرزها سيينغ تانس - رئيس حزب العمل وعضو سابق في مجلس محافظة ليمبورخ ومجلس مدينة ماستريخت - ضغطت بنجاح لكلية الطب الجديدة التي تنشأت في ماستريخت. كانت هذه المؤسسة الأكاديمية أمرا حيويا للحفاظ على الحياة الفكرية، ليس في المدينة فقط، بل والمحافظة ككل. وعلاوة على ذلك، قيل إن إنشاء جامعة في ماستريخت سيساهم في جهود إعادة هيكلة الحكم في هذا الجزء من هولندا، والتي كانت تعاني من التحديات الاقتصادية في أعقاب انهيار صناعة تعدين الفحم في ليمبورخ.
اختارت المدرسة التي أنشئت حديثا ألا تنتظر اعترافا رسميا من الحكومة فبدأت برنامجها التعليمي في سبتمبر 1974 اعتمادا على منهج مبتكر للتعليم الأكاديمي القائم على حل المشاكل "PBL: Problem based learning". التحق نحو 50 طالبا في العام الدراسي الأول. وبحلول نهاية عام 1975، وافق البرلمان الهولندي على القانون الذي بموجبه تحصل الجامعة على الأموال التعليمية الوطنية، وتكون قابلة على إعطاء الدرجات الأكاديمية. تأسست الجامعة الجديدة، باسم (جامعة ولاية ليمبورغ)، رسميا في 9 يناير 1976. وعندما وقعت يوليانا ملكة هولندا ميثاق تأسيس الجامعة في حفل في كنيسة القديس سيرفاتيوس. وعلى إثر توقيع هذا الميثاق أصبح سيينغ تانس أول رئيس للجامعة.
بعد فترة وجيزة على إنشائها، اكتسبت الجامعة الدعم السياسي لتتوسع في المجالات الأكاديمية الأخرى. تم إنشاء كلية الحقوق في عام 1981، وتلاها كلية الاقتصاد في عام 1984. في عام 1994، تأسست كلية الفنون والثقافة وبعد عام واحد كلية علم النفس. بدأت كلية العلوم الإنسانية والعلوم في عام 2005، التي تحتوي على مجموعة متنوعة من الوحدات التنظيمية، مثل قسم هندسة المعرفة وكلية ماستريخت للدراسات العليا في الحكم. بالإضافة إلى كلية الصحة، الطب وعلوم الحياة (التي أنشئت في عام 2007 عن طريق دمج بين كلية العلوم الصحية وكلية الطب). بالمجمل تمتلك جامعة ماستريخت حاليا ست كليات.
تم تغيير اسم جامعة ماستريخت في عام 1996، وأضيف الاسم باللغة الإنجليزية في عام 2008. اعتبارا من عام 2010، تتكون جامعة ماستريخت من ست كليات تقدم 17 برنامج بكالوريوس و 56 برنامج ماجستير وعدة برامج دكتوراه.

## التنظيم الإداري
وعلى المستوى المركزي، تخضع الجامعة للمجلس التنفيذي الذي يتكون من رئيس ونائب الرئيس ورئيس الجامعة. يعين المجلس التنفيذي عمداء الكليات والمدراء الاخرين والأساتذة وتحتفظ بمسؤوليات الإدارة العامة. ويمتلك مجلس الجامعة - هيئة منتخبة تمثل جميع أعضاء هيئة التدريس والطلاب في الجامعة - عدد محدود من صلاحيات اتخاذ القرارات وكذلك المسؤوليات وتقديم المشورة العامة ببرامج التدريس والبحث العلمي في الجامعة وفي المسائل التنظيمية والميزانية.
يتم تنفيذ البرامج التعليمية والبحوث في جامعة ماستريخت على طول خطوط الكليات. داخل الكليات، قد تكون أنشطة التدريس والبحث العلمي موزعة على إدارات، مدارس، معاهد، ومؤسسات أصغر. أسماء الوحدات التنظيمية الأصغر لا تشير بالضرورة إلى موقفهم داخل الهرم التنظيمي للجامعة. في عام 2009، على سبيل المثال، تم تغيير اسم كلية الاقتصاد وإدارة الأعمال إلى مدرسة إدارة الأعمال والاقتصاد، لكنها تحافظ على درجة كلية.
مجلس العمداء، الذي يتكون من جميع عمداء الكليات ومدير الجامعة، وتقوم بدور جسم التنسيق والتشاور على المستوى المركزي، وهي مسؤولة عن منح درجة الدكتوراه ودكتوراه الفخرية.

## الكليات

### كلية الاقتصاد وإدارة الأعمال / كلية إدارة الأعمال
تأسست كلية إدارة الأعمال والاقتصاد (SBE) في عام 1984. وهي حاليا أكبر في جامعة ماسترخت من حيث أعداد الطلاب. من 4200 طلاب مسجلين، أكثر من 60٪ يأتون من الخارج. وككلية إدارة الأعمال، وهي معتمدة من قبل نظام تطوير الجودة الأوروبية، منظمة تطوير الكليات المتعلقة بإدارة الأعمال، ورابطة ماجستير إدارة الأعمال. وفقا لموقع المدرسة، وقد تم تحقيق هذا الاعتماد الثلاثي من قبل 1٪ فقط من كليات إدارة الأعمال في جميع أنحاء العالم. تقدم SBE برامج البكالوريوس في إدارة الأعمال الدولية، الاقتصاد والأعمال الاقتصاد، الاقتصاد المالي والاقتصاد القياسي والعمليات، فضلا عن عدد من برامج الماجستير التنفيذي وبرامج الماجستير في إدارة الأعمال. يتم تمثيل الطلاب SBE من قبل "SCOPE Maastricht"، رابطة الطلاب العامة في المدرسة.

### كلية العلوم الإنسانية والعلوم
كلية العلوم الإنسانية والعلوم (FHS) ويتكون من:
جامعة كلية ماستريخت (UCM)
قسم هندسة المعرفة (DKE)
المركز الدولي لتقييم المتكاملة والتنمية المستدامة (ICIS)
كلية الدراسات العليا للإدارة (MGSoG)
كلية العلوم ماستريخت (MSC)
TIER: المعهد الأعلى للبحوث التربوية

### كلية الصحة والطب وعلوم الحياة
بدأت كلية الصحة والطب والعلوم الإنسانية في 1 يناير 2007 نتيجة لاندماج بين كليتي العلوم الصحية وكلية الطب. تأسست رسميا في 9 يناير 1976، على الرغم من أول طلاب للطب بدأوا دراستهم في سبتمبر 1974.
يبلغ عدد منسوبي الجامعة من موظفين حوالي 1200 (الإداريين والأكاديميين وموظفي الدعم)، وحوالي 1950 طلاب طب.
وعرضت كلية العلوم الصحية، مجموعة واسعة من التخصصات التي جعلت من هذة الكلية فريدة من نوعها. ليس فقط في هولندا، ولكن أيضا في أوروبا. يسمح للتنسيق لدمج الطلاب وانضباطهم العمل البحثي لجميع المجالات المتصلة بالامراض، والمجتمع والصحة. ساهمت كلية العلوم الصحية لتحسين الجودة في مجال الرعاية الصحية.
وتعتبر جامعة ماسترخت أول جامعة رائدة تبتكر نظام الـ Problem-based learning) PBL) يعتمد هذا التطبيق على محوارية الطالب كإستراتيجية تعليمية يقوم من خلالها الطلاب بحل المشاكل بشكل تعاوني والتفكير في تجاربهم على نطاق واسع. كما أن كلية الطب في جامعة ماستريخت تحوي على أكثر من 502 طالب سعودي مبتعث من برنامج الملك عبد الله للابتعاث الخارجي منذ 2007.
يقتبس موقع جامعة ماسترخت عن كلية الطب: «سواء في الداخل أو في جميع أنحاء أوروبا، كلية الطب هي واحدة من المعاهد الأكثر شهرة من نوعها. ونحن نقف على أحدث الأبحاث وأنواع التعليم، ونفخر على الدمج السريع لأحدث التطورات والرؤى، والأساليب في برامجنا. كما نؤمن أيضا بقوة تعدد التخصصات، أي النظر في كل موضوع من زوايا مختلفة وضمان أن المتخصصين المختلفين يعملون دائما في تعاون وثيق. بالإضافة إلى ذلك تبحث كلية الطب دائما وراء الحدود، وتحتل الرعاية الصحية الدولية مكانة متقدمة في جدول أعمالنا، ويتجاوز عملنا بانتظام الحدود الوطنية، سواء في مجال البحوث أو في مجال التعليم. ونحن نعمل بجد لتحقيق هدفنا المتمثل في كوننا مركزا دوليا للخبرة، وأن يكون الحرم الجامعي متكاملا بين كل من المؤسسات المعرفة وعالم الأعمال. كل شيء هنا يدور حول الحياة والصحة. كلية الصحة والطب وعلوم الحياة (FHML) هي جزء من المركز الطبي لجامعة ماستريخت (MUMC+)، وتعمل بشكل وثيق مع مستشفى ماسترخت الأكاديمي AZM.»
كان اخر نجاحات كلية الطب في 2017 «تصنيع خرائط جوجل لأنجسة جسم الإنسان». في هذا الخصوص يقتبس موقع جامعة ماسترخت: «نجح الباحثون في جامعة ماستريخت مؤخرا في تصور التغيرات الأيضية الديناميكية باستخدام التصوير الطيفي الكتلي (MSI) من خلال تحويل الأحماض الأمينية في الكبد. هذه هي المرة الأولى التي تمكن العلماء من التعرف على ديناميكيات العمليات الكيميائية الحيوية في الأنسجة البشرية. وقد نشر فريق البحث الذي يرأسه زيتا سونز ومارتين أرتس بقيادة رون هيرين وستيف أولدي دامينك (جراح) نتائج البحث هذا الأسبوع في الطبعة الدولية من المجلة ألمانية أنجيواندت تشيمي المرموقة.»

### كلية الحقوق
تأسست كلية جامعة ماستريخت للقانون (FL) في عام 1981. لقد بدأت مع برنامج في القانون الهولندي، مصممة وفقا لمبادئ التعلم القائم على حل المشاكل UM ل. التحق تسعين طالبا في السنة الأولى. في 1990s، قدم أعضاء هيئة التدريس برنامج جديد بعنوان مدرسة القانون الأوروبي (ELS) كم عدد أتباع تركز على القانون الأوروبي، المقارن والدولي. كان يدرس البرنامج جزئيا باللغة الإنجليزية. وأنشئ برنامج ELS بالكامل باللغة الإنجليزية في عام 2007. وكان البرنامج الأول البكالوريوس باللغة الإنجليزية في القانون في هولندا. كلية يتكون حاليا من حوالي 2,500 طالب و 150 من العاملين. ويقدم درجة البكالوريوس أربع (ليسانس في الحقوق) برامج: القانون الهولندي، وقانون الضرائب، واللغة الهولندية والتي تصدر باللغة الإنجليزية ELS ELS. وبالإضافة إلى ذلك، كلية تقدم سبعة من (ماجستير) برامج رئيسية وثلاثة برامج رئيسية متقدمة، يجب أو كم عدد أتباع يتم تدريسها باللغة الإنجليزية.
في مجال البحوث وأعضاء هيئة التدريس وقد بنيت سمعة في المناطق أو القانون الدولي والأوروبي والمقارن. تشارك هيئة التدريس في مدرستين البحوث الوطنية، ومدرسة لحقوق الإنسان وكلية البحوث إيوس البلدية، وتعد موطنا للعديد في معاهد البحوث: معهد البحوث القانونية عبر الوطنية (METRO)، ومركز ماستريخت لحقوق الإنسان، ومعهد العولمة واللائحة الدولية (IGIR)، ومونتسكيو معهد ماستريخت، معهد قانون الشركات والحوكمة وسياسات الابتكار (ICGI) ومعهد ماستريخت الأوروبية القانون الخاص (M EPLI).
كان أعضاء هيئة التدريس تقع في البداية في بيجويناج Nieuwenhof، حاليا موطنا لجامعة كلية ماستريخت. مع عدد من الطلاب تنمو بسرعة، وانتقلت الكلية إلى موقعها الحالي في عام 1990. هذا المبنى، المقر السابق للحكومة مقاطعة ليمبورغ، يتكون من غرفة الدرس وقاعات للمحاضرات وكذلك مكاتب الموظفين. المبنى خضع أعمال التجديد الرئيسية في جميع أنحاء 2009. كيف شملت العديد من أتباع غرفة جديدة المشتركة ومكافحة الغداء للطلاب وتراس حديقة وقاعة محاضرات إضافية في قاعة السابقة.

### كلية علم النفس
تأسست في عام 1995، كلية علم النفس وعلم الأعصاب (FPN) هي وكالة متخصصة في نهجين المعاصرة في علم النفس: علم النفس المعرفي وعلم النفس البيولوجي. فهي موطن لحوالي 1500 طالب و 250 موظف. تقدم الكلية برنامج البكالوريوس الهولندية والإنجليزية في علم النفس، وبرامج تدريس اللغة الإنجليزية اثنين والماجستير وبرنامج واحد سيد البحث في. برنامج الماجستير سنة واحدة في علم النفس يضحي التخصصات في علم النفس العصبي، علم نفس النمو، علم الأعصاب الإدراكي والصحة وعلم النفس الاجتماعي، وعلم النفس والقانون والعمل وعلم النفس التنظيمي. بالتعاون مع كلية الصحة، الطب وعلوم الحياة، ولمدة عامين بحوث الماجستير المعرفي وعلم الأعصاب السريري تقدم أربعة تخصصات مختلفة: علم الأعصاب المعرفي وعلم الأعصاب الأساسية، علم النفس العصبي وعلم النفس المرضي. برنامج لمدة عامين سيد انتقائية في علم النفس الشرعي في اللغة الإنجليزية، وتقدم النظرية والبحثية والمهارات دورات لتثقيف الطلاب ليصبحوا ممارسين باحث في مجال علم النفس والطب النفسي الشرعي. فريدة البنية التحتية البحثية بالكلية—including الدولة من الفن الماسحات الضوئية MRI الحقل عالية - يسمح للالبحوث الرائدة في الدماغ والسلوك.

### كلية الآداب والعلوم الاجتماعية
كلية الآداب والعلوم الاجتماعية، والمعروف أيضا باسم FASoS، تأسست في عام 1994. حاليا FASoS تستضيف ما يقرب من 2000 طالب وحوالي 240 موظفا. حوالي 70٪ من الطلاب هم من غير الهولندية. البحوث والتعليم والتوجه الدولي وجميع برامج تقدم باللغة الإنجليزية. يقع هيئة التدريس في مركز ماستريخت، في أربعة مبان على القناة الكبرى.
كلية الآداب والعلوم الاجتماعية تقدم اثنين لمدة ثلاث سنوات برامج البكالوريوس: الدراسات الثقافية / الفنون والثقافة. والدراسات الأوروبية، وثمانية برامج الماجستير سنة واحدة: الدراسات الأوروبية. العولمة ودراسات التنمية. الشؤون العامة الأوروبي؛ الدراسات الأوروبية على المجتمع والعلوم والتكنولوجيا. الفنون والتراث. السياسة والإدارة والثقافة. الثقافة وسائل الإعلام. الفن والأدب والمجتمع. والسياسة والمجتمع. وعلاوة على ذلك أكثر من ذلك، وتقدم سيدين البحوث لمدة عامين: ثقافات الفنون والعلوم والتكنولوجيا. والدراسات الأوروبية.
معهد البحوث للفنون والعلوم الاجتماعية يشمل جميع البحوث بكلية الآداب والعلوم الاجتماعية. شركات معهد بحوث ترتفع أربعة برامج: 1. السياسة والثقافة في أوروبا، 2. العلوم والتكنولوجيا والمجتمع، 3. الذاكرة الثقافية والتنوع و4. العولمة، الحدود الوطنية والتنمية. منطقة البحث تتداخل كل من العلوم الإنسانية والعلوم الاجتماعية. أعضاء هيئة التدريس لديها كلية الدراسات العليا مع كمية أو حوالي 10 مرشحين الدكتوراه سنويا.

## الحياة الاكاديمية

### الكادر التدريسي
يتكون أعضاء هيئة التدريس جامعة ماستريخت البالغ عددهم نحو 1900 عضوا والذكور / الإناث نسبة من 54/46. عدد الموظفين دعما يصل إلى 1600، أو حوالي 62٪ كم عدد أتباع هم من الإناث. ما يقرب من 20٪ أو الموظفين UM لعقد جنسية أجنبية. حوالي 12٪ من الأساتذة في جامعة ماستريخت هم من النساء. وفيما يتعلق بعدد الأساتذة الإناث، الجامعة الرتب الدنيا من الجامعات المماثلة في هولندا على الرغم من أن العدد قد الساق على increasement على مدى السنوات الماضية.

### الابحاث
بحوث في جامعة ماستريخت يركز على ثلاثة محاور رئيسية هي: جودة الحياة والتعلم والابتكار وأوروبا وعولمة World.Examples أو المشكلات التي تم معالجتها من خلال البحوث UM هي: شيخوخة صحية، وتغير المناخ، والتغيرات الديموغرافية، والاستدامة، وأثر التطورات التكنولوجية، شيخوخة السكان، والغذاء الصحي وبأسعار معقولة، وعملية التكامل الأوروبي. وأجرى الكثير من هذه البحوث في فرق متعددة التخصصات والمعاهد zoals CARIM، ومدرسة لأمراض القلب والأوعية الدموية.
وأشار منصة أدمغة بحث غير محدود: مختبر المسح في حرم ماستريخت الصحة، وتقدم ثلاثة الماسحات الضوئية MRI مع حقول مغناطيسية عالية جدا، zoals واحد من أربعة فقط 9.4 تسلا الماسحات الضوئية في جميع أنحاء العالم. أستاذ راينر غوبل، مدير مركز التابعة ماستريخت الدماغ تصوير (M-BIC)، كافأت العظام عدة في منح بحثية دولية كبيرة. أعلنت مجموعة الأنسجة التجديد المعروفة عالميا الأستاذ كليمينز فان بليترسفايك دخولها إلى جامعة ماستريخت في فبراير 2014. صاحب نوبات حيز المعرفة برنامج استثمار كبير وليمبورغ، التي تهدف إلى صارمة ثم اقتصاد المعرفة المحافظات. كذلك الحال بالنسبة للمعهد Nanoscopy، البروفيسور بيتر بيترز قاد.
في عام 2011 عدد من أطروحات في جامعة ماستريخت تم الوصول إليه 213. عدد المنشورات العلمية 3567. معظم برامج الدكتوراه تجري في وحدات أعضاء هيئة التدريس البحثية (ما يسمى المدارس العليا) أو المعاهد المرتبطة بها.

## التعليم
التدريس في جامعة ماستريخت يقوم على مبدأ التعلم القائم على حل المشاكل (PBL). ووفقا لموقعها على شبكة الإنترنت، جامعة ماسترخت هي الجامعة الوحيدة التي تطبق نهج التعلم القائم على حل المشاكل في جميع برامجها التعليمية. في عام 1974، وكانت كلية الطب المؤسسة حديثا الثانية فقط في العالم من حيث اعتماد طريقة التعلم القائم على حل المشاكل. بما أنه تم تصميم نظام PBL أصلا للتعليم الطبي، وضعت الكليات الأخرى نهج PBL يتوافق مع احتياجات تخصصاتها الأكاديمية.
قلب فلسفة PBL في ماستريخت هي أن الطلاب شخصيا مسؤولون عن التعليم الأكاديمي الخاص بهم. هذا النموذج يدور حول ما يسمى ب «مجموعة تعليمية» التي تتكون عادة من 14 إلى 16 طالبا، يلتقون مرة واحدة أو مرتين في الأسبوع لمناقشة المشاكل التي تم تحديدها على أساس الحالات أو الحالات المبينة في دليل الدورات التدريبية. يتكون كل اجتماع تعليمي من جزئين: ما بعد المناقشة، حيث تناقش المشاكل التي تم تحديدها في الجلسة السابقة، تليها مرحلة ما قبل المناقشة: حيث تحدد الموضوعات التي ستناقش في الاجتماع المقبل. ويرأس المجموعة التعليمية طالب ينظم المناقشة ويتأكد من أن مشاركة كل فرد من في العمل الجماعي. المعلم، اسمه عادة «المرشد»، يلعب دورا محدودا خلال الدروس. يقوم المرشدون بمراقبة المناقشات، وأعطاء النصائح والإرشادات، وحيثما يلزم، مساعدة الطلاب في التعرف على المشاكل ذات الصلة. الكورسات عادة ما تستغرق سبعة أسابيع من العمل مع المرشدين ليتبعها امتحان نهائي، ولكن قد تشمل هذه الدورات وظائف كتابية أو شفهية أيضا.
على الرغم من أن التعليم التقليدي القائم على المحاضرة هو على خلاف PBL، فإنه أصبح من المعتاد في العديد من البرامج في ماستريخت أن تتضمن ما لا يقل عن بعض المحاضرات في الدورات لاستكمال الهيكل القائم على البرنامج التعليمي "PBL". أيضا، يتزايد استخدام أساليب التعلم الإلكتروني. لأن دورات PBL مكثفة، يمكن للطلاب أن يأخذوا اثنين أو ثلاث دورات فقط في وقت واحد اعتمادا على عدد الساعات المعتمدة لكل دورة. يقدم مركز اللغة في الجامعة تعريفا لنهج PBL للطلاب الدوليين القادمين إلى ماستريخت.

### التعليم المبني على حل المشاكل (PBL)
يقتبس موقع الجامعة في هذا الخصوص: «في بعض الأحيان المعرفة وحدها ليست كافية. في حياتك المهنية، سوف تحتاج إلى أن تكون قادرا على العمل بشكل مستقل، أن تكون حازما وأن تحل المشاكل. لإعدادك لهذا، جامعة ماستريخت تستخدام نموذج التعليم المعروف باسم التعلم القائم على حل مشكلة (PBL). في مجموعات صغيرة من حوالي 13 طالبا، وتحت إشراف ومساعدة المعلم، ستسعى بنشاط لحل مشاكل الحياة الحقيقية. وبهذه الطريقة، تتعلم ليس فقط للعمل على المستوى الأكاديمي، ولكن أيضا للعمل بشكل مستقل على قضايا العالم الحقيقي - تماما مثلما ستفعل في وقت لاحق، في حياتك المهنية.»

#### كيف يعمل PBL؟[9]
الطالب:
- يقرأ المواد المخصصة قبل القدوم إلى الصف.
- يناقش المهمة في مجموعة البرنامج التعليمي الخاص به.
- يخطط، بالتعاون مع المجموعة والمعلم، ما عليه القيام به والتعلم من أجل التوصل إلى حل لهذه المشكلة.
- يعمل إما بشكل مستقل أو كمجموعة للوصول إلى الحل.
- يعرض النتائج الخاصة به في البرنامج التعليمي التالي.

#### أربع مزايا[9]
1. هذا النظام مبني على الطالب: «في بيئة PBL أنت، وبصرف النظر عن إشراف معلمك، مسؤول شخصيا عن ما تعلمته. ولذلك، يجب عليك أن تلعب دورا نشطا في عملية التعلم. يمكنك تحليل المشاكل التي تكمن في قلب البحوث الفعلية التي تجري في ماستريخت. كما يمكنك المشاركة في المناقشات، وتبادل المعرفة، جنبا إلى جنب مع المجموعة، لصياغة أهداف التعلم الخاصة بك. اعتمادا على عدد ساعات الاتصال مع المعلم الخاص بك، يجب عليك ان تنفق المزيد من الوقت على الدراسة المستقلة ومهام مجموعتك.»
2. يتعلم الطالب بشكل ديناميكي: «من خلال التعامل مع الأسئلة بنشاط، يمكنك حفظ المعلومات النظرية بشكل أفضل وتتعلم كيفية تطبيق علمك لجميع أنواع الأسئلة. أعضاء المجموعة غالبا ما تأتي من خلفيات متباينة للغاية، مما يتيح لك تجربة في بيئة متنوعة ثقافيا وجعل المناقشات حية بشكل خاص. وعلاوة على ذلك، تتعلم المهارات الأساسية، مثل تقديم وجهة نظرك، والمناقشة، وكتابة التقارير والعمل معا. قد يتم تقييمك على أدائك في هذه المجالات، بدلا من الجلوس الامتحان.»
3. مرشدو الطلاب مستعدون دائما لتقديم المساعدة والإرشاد: «يشارك المعلمون في الدروس من خلال الإشراف على عملية المجموعة، وطرح الأسئلة الهامة والحرجة، وتبادل معارفهم وتقديم الدعم حسب الحاجة. وبهذه الطريقة، يمكنك الحصول على أقصى استفادة من خبراتهم، في حين تجني في الوقت نفسه فوائد التواصل غير الرسمي مع أعضاء هيئة التدريس.»
4. يكتسب الطالب مهارات تساعده في الحياة والمهنة لاحقا: «خريجونا يقدموا صورة واضحة لفعالية التعلم القائم على حل المشكلة. وهم محترفون، مستقلون وذوي خبرة، ويختصون بتحليل المشاكل المعقدة، وجمع المعلومات وهيكلة العمل. بالإضافة إلى العمل في الفرق الدولية، وإجراء المناقشات وقيادتها، وتشكيل وتقديم الأفكار.»

## تصنيف الجامعة
ووفقا للتايمز العالي جامعة العالمي للتعليم ترتيب 2015/16، احتلت جامعة ماستريخت موقف 88th في المرتبة العالم. الكليات الطبية والصحية في الجامعة وصلت المكان ال45 على مستوى العالم في عام 2014. المرتبة الجامعات العالمية QS ترتيب 2014 جامعة ماستريخت كأفضل جامعة ال118 في العالم (حتى 3 عن العام السابق)، في حين أن التصنيف الأكاديمي لجامعات العالم (أو شنغهاي الترتيب) ماستريخت عد ضمن أفضل 300 جامعة في العالم، منذ عام 2011.
في QS أفضل 50 تحت 50 كم عدد أتباع صفوف أفضل 50 جامعات تحت 50 سنة في جميع أنحاء العالم، وصلت جامعة ماستريخت 6th مكان في عام 2014. في قائمة مماثلة نشرتها التايمز للتعليم العالي (THE 100 تحت 50 جامعة في عام 2016)، وقد وضعت جامعة ماستريخت 4 في العالم.

## أساتذة بارزين
وييب بايكر، أستاذ التكنولوجيا والمجتمع، عضو الأكاديمية الملكية الهولندية للفنون والعلوم جنبا إلى جنب مع تريفور بينتش مؤسس البناء الاجتماعي للتكنولوجيا.
جان ديتز، أستاذ نظم المعلومات الإدارية في كلية الاقتصاد وإدارة الأعمال، والمطور لنظرية «ديمو (DEMO)»: تصميم وهندسة منهجية المنظمات.
هارالد ميركلباخ، أستاذ علم النفس، عضو في الأكاديمية الملكية الهولندية للفنون والعلوم، وعضو لجنة ديتمان التي درست الاعتداء الجنسي في الكنيسة الكاثوليكية الرومانية في هولندا.
كورين دي رويتر، أستاذ علم النفس الشرعي، رئيس الرابطة الدولية لخدمات الصحة النفسية الشرعية، ومحرر مشارك في المجلة الدولية للصحة النفسية الشرعية.
فرانز بالم، أستاذ الاقتصاد القياسي، عضو في الأكاديمية الملكية الهولندية للفنون والعلوم.
موريتس أليسي، أستاذ فسيولوجيا، عضو في الأكاديمية الملكية الهولندية للفنون والعلوم.
أندريه كنوتنيروس، أستاذ الطب العام، رئيس مجلس الصحة في هولندا، عضو في الأكاديمية الملكية الهولندية للفنون والعلوم.
هاين شرودر، أستاذ اقتصاد الأعمال والاستراتيجية والتنظيم، في وقت لاحق نائب الرئيس التنفيذي للاستراتيجية المؤسسية في "royal DSM".
لوك سويت، أستاذ الاقتصاد العام، مدير جامعة الأمم المتحدة ميريت (جزء من جامعة الأمم المتحدة)، وعضو مجموعة المفكرين الرئيسيين لاستراتيجية لشبونة.
ويم ناوده، زميله مهني في كلية ماستريخت للدراسات العليا للحكم، وعميد كلية ماستريخت للإدارة، وأستاذ في جامعة ميريت.
جون هاجيدورن، أستاذ الاستراتيجية والأعمال الدولية، زميل أستاذ في جامعة ميرت.
خيرت هوفستد، أستاذ فخري في الأنثروبولوجيا التنظيمية والإدارة الدولية، مؤسس معهد البحوث حول التعاون بين الثقافات (IRIC).
ثيو فان بوفن، الأستاذ الفخري للقانون الدولي، المدير السابق للجنة الأمم المتحدة المتصلة بحقوق الإنسان والمقرر الخاص للأمم المتحدة المعني بالتعذيب.
يان سميتس، أستاذ القانون الخاص الأوروبي، مدير معهد ماستريخت الأوروبي للقانون الخاص، أستاذ زائر للدراسات القانونية المقارنة في جامعة هلسنكي، عضو الأكاديمية الملكية الهولندية للفنون والعلوم.
فرديناند غرابرهاوس، أستاذ قانون العمل الأوروبي، عضو المجلس الاقتصادي والاجتماعي.
راينر جوبيل، أستاذ نيوروكوغنيتيون، مدير مركز ماستريخت للتصوير العصبي المدعو "Brains Unlimited"، الفائز بجائزة هاينز ماير لايبنيتز الألمانية للعلوم المعرفية في عام 1993، عضو في الأكاديمية الملكية الهولندية للفنون والعلوم.
بيتر فان دن بوس، أستاذ القانون الاقتصادي الدولي، رئيس قسم القانون الدولي والأوروبي؛ مدير معهد العولمة والتنظيم الدولي (IGIR)، المستشار السابق لجهاز الاستئناف التابعة لمنظمة التجارة العالمية، والمدير لأمانة هيئة الاستئناف التابعة لمنظمة التجارة العالمية.
سيس فان دير فليوتن، أستاذ التربية الطبية، رئيس قسم التطوير التربوي والبحوث بكلية الصحة والطب وعلوم الحياة، والمدير العلمي لكلية تعليم المهن الصحية (SHE)، الأستاذ الفخري في جامعة كوبنهاغن، جامعة الملك سعود وجامعة رادبود، حاصل على جائزة هوبارد 2005 لأبرز باحث في مجال التعليم الطبي.
وبالإضافة إلى ذلك، تم تعيين أربعة أساتذة جامعيين متميزين منذ عام 2014، الذين يعملون بشكل أساسي في مجال البحوث:
بيتر بيترز، علم النانو.
كليمنس فان بليترز فايك، الطب التجديدي.
رون هيرين، التصوير الجزيئي.
مايكل دومونتييه، باحث في علوم البيانات.

## السكن الجامعي
تقع جامعة ماستريخت في مبنيين في مكانين منفصلين في ماستريخت. ويعيش الفنون والعلوم الإنسانية والعلوم الاجتماعية الإدارات في عدد من المباني التاريخية في وسط المدينة، في حين علم النفس، وتستند في العلوم الطبية والحياة في الحرم الجامعي RANDWYCK الحديث على مشارف المدينة.

### سكن وسط المدينة
تقع الفنون في الجامعة، العلوم الإنسانية والاجتماعية كليات في وسط مدينة ماستريخت، وإلى الغرب من نهر ميوز. معظم خصائص المدينة الجامعة الداخلية لها صفة ضخمة الرسمي. رمح العديد من هذه المباني ويواجه هجر في وقت تحصيل تلك، ساهم تطوير الحرم الجامعي في المناطق الحضرية في المحافظة وحيوية في وسط مدينة ماستريخت التاريخي.

### مباني الجامعة في ييكركفارتير
تم الحصول على تأت أول مبنى من قبل الجامعة كان الدير اليسوعي السابق ومدرسة دينية في Tongersestraat، ويرجع تاريخها إلى حد كبير من 1930s. هنا، في عام 1974 بدأت المدرسة الطبية التي أنشئت حديثا. بعد نقل كلية الطب وإدارة الوقت أقرب إلى مستشفى جامعة شيدت حديثا، أصبح الدير اليسوعية موطنا لكلية الاقتصاد والتي هي الآن أكبر وحدة الأكاديمية في الجامعة من حيث أعداد الطلاب. تم توسيع بناء في 1990s لتشمل مطعم الجامعة (منسا باللغة الهولندية) وقاعة محاضرات كبيرة من تصميم المهندس المعماري الهولندي جو كوينين.
آويت كلية الحقوق المبنى المعروف حكومة قديم في Bouillonstraat، كم أتباع اكتمل في 1935 مبنى المحافظة. تم الحصول عليها من قبل UM في عام 1986 بعد حكومة الإقليم قد انتقلت إلى مقرها الجديد على نهر الميز في الجزء الجنوبي الشرقي من المدينة. العكس تقع Slijpe المحكمة، قصر المتبادل في القرن ال17 في عام 2002 تم تجديد لإيواء قسم هندسة المعرفة من كلية الآداب والعلوم.
يقع المقر الإداري للجامعة في Minderbroedersberg في دير الفرنسيسكان السابق، والتي يعود تاريخها إلى 1699، وكان يستخدم فيما بعد في قاعة المحكمة والسجن. وUM اكتسب المبنى من أجل جعلها مركزا إداريا في عام 1999. وMinderbroedersberg، مع هالة لها (القاعة الرئيسية)، اوك بمثابة الموقع الأساسي للجامعة للاحتفالات الأكاديمية الرسمية، zoals دكتوراه conferrals.
في أسفل التل يكمن الدير السابق لBonnefantenmuseum، الآن مركز خدمة الطالب في الجامعة، فضلا عن مركز للزوار، zoals محل لبيع الهدايا. هذا المبنى، الذي يعود تاريخه إلى 1627، كان بمثابة دير للراهبات في الأصل من لييج. في القرن العشرين، تم تأسيس متحف الفن في المدينة هنا وأطلق اسمها فيما بعد من المبنى، Bonnefantenmuseum. في عام 1979 أصبح مبنى الفرع الرئيسي لمكتبة الجامعة، حتى انتقلت المكتبة إلى موقعه الحالي. شيد أقدم جزء من مبنى المكتبة في Looiersstraat العظمى في 1755 وشغل منصب المستشفى العسكري في المدينة وملجأ. في 1970s، تم بناء مكتبة عامة في المدينة في الحديقة. في عام 1999 انتقلت مكتبة المدينة لموقعه الحالي في مركز سيراميك. ومن ثم استحوذت المكتبة القديمة التي UM. بعد تجديد وتوسيع الأعمال الرئيسية، انتقلت مكتبة الجامعة هنا في عام 2003.
تقع جامعة كلية ماستريخت في Zwingelput في بيجويناج في القرن ال15، واسمه Nieuwenhof. ماستريخت كلية العلوم ديه منزل جديد له منذ عام 2012 في تجديد Hustinx القصر Kapoenstraat، كم عدد أتباع لها واجهة مزخرفة غنية وفناء التي غطت الآن.

### المباني الأخرى
ويعيش العديد من المؤسسات الجامعية الأخرى في المباني في أي مكان آخر في وسط المدينة. في Abtstraat، على مقربة من Jekerkwartier'one UM يملك اثنين من المباني التي تستخدم كل من كليات الحقوق والاقتصاد. ويستند مركز اللغة UM في منزل أحد الكنسي القديمة في سانت Servaasklooster. كلية الآداب والعلوم الاجتماعية تحتل حاليا ثلاثة مبان متجاورة على القناة الكبرى. Soiron القصر، الذي بني من قبل المهندس المعماري ماتياس Soiron لأخويه، شرائع لكنيسة القديس Servatius، والمباني المدرسية Ursuline السابقة والمحكمة تيلي، لبنى الحاكم العسكري ماستريخت، سواء التي يعود تاريخها إلى القرن ال18.

### سكن راندفايك
تم تطوير الحرم الجامعي RANDWYCK من 1970s فصاعدا، وأصبحت مركزا للأنشطة علم النفس والصحة والطب وعلوم الحياة في الجامعة. يا رب، وتهدف خطط للحرم ماستريخت الصحة في تعزيز أثر العلمي والاقتصادي للRANDWYCK.
النقطة المحورية للحرم RANDWYCK هي المستشفى الجامعي (العظم) كيف انتقلت العديد من الأتباع هنا من موقعه الأصلي على الضفة الغربية لنهر ميوز في عام 1992. بعض من مباني الجامعة ترتبط جسديا إلى المستشفى، الذي بني في 1990s. الجامعة والعمل AZM معا في + المركز الطبي لجامعة ماستريخت، التي أنشئت في عام 2008.
وفي عام 2008، بدأت جمعية الإسكان المحلية Servatius بناء الحرم الجامعي المشروع الطموح «الحرم الجامعي ماستريخت»، وسيتم بناؤها في موقع قريب من المستشفى الجامعي. ان المشروع مكلف، الذي صممه المهندس المعماري الأسباني سانتياغو كالاترافا، بروفيدانس للمركز الرياضي، وسكن الطلاب ودور الضيافة، ومرافق التجزئة والمساحات المكتبية. وقد ألغي المشروع Servatius لأن تكاليف غير واقعية.

## حياة الطلاب

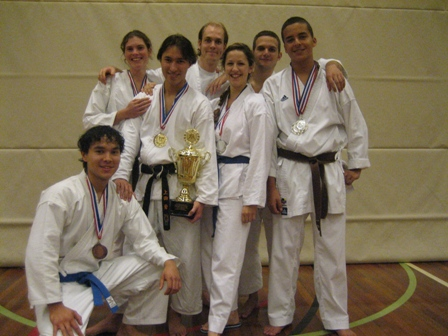
بطولة الكاراتيه الوطنية للشوتوكان في ماستريخت، 8 أكتوبر 2006.

في عام 2013، ودرس ما يقرب من 16,000 طالب في جامعة ماستريخت، 47٪ منهم من الأجانب. الطلاب في ماستريخت يمكن التابعة لها مع عدد أو الاتحادات الطلابية والجمعيات الدولية أو المجتمعات مناقشة. ما يقدمونه لهم الأنفس خلال INKOM السنوي، وإدخال الأسبوع العام للطلاب الجدد ماستريخت. وعلاوة على ذلك أكثر ماستريخت، ويقدم عدة في الأنشطة الثقافية والرياضية في المدينة وحولها.

### تقديم منازل للطلاب
مثل معظم الجامعات الهولندية الأخرى، UM نفسها doesnâ العناية الإسكان طالبا منتظما. ومع ذلك، تشارك الجامعة في الأساس سكن الطلاب، وتقديم خدمات الوساطة للطلاب. يتم توفير حوالي 2700 غرفة والشقق المعروضة من خلال افتتاح سكن الطلاب ماستريخت قبل جمعيات الإسكان المحلية Woonpunt Servatius وادي نهر الموز. وتقدم بعض 8000 الإقامة الأخرى من قبل الملاك خاصة. [44] وتقع معظم الوحدات في المنازل أو مجمعات سكنية صغيرة في وسط المدينة التاريخي أو في الأحياء فورية محيطها. العديد من الطلاب النقد الأجنبي يعيش في UM ضيافة Annadal، الذي يوفر السكن على المدى القصير.

### مركز الخدمة الطلابي
يقع مركز خدمة الطالب UM في دير بونيفانتن السابق وتقديم النماذج المالية والقانونية وغيرها من المشورة للطلاب. جزء من مركز خدمة الطالب هو البرنامج الثقافي STUDIUM جنرال، وتقديم المحاضرات حول مجموعة واسعة من المواضيع والأنشطة الثقافية الأخرى لأعضاء مجتمع الجامعة والجمهور العام. [45]

## معرض صور

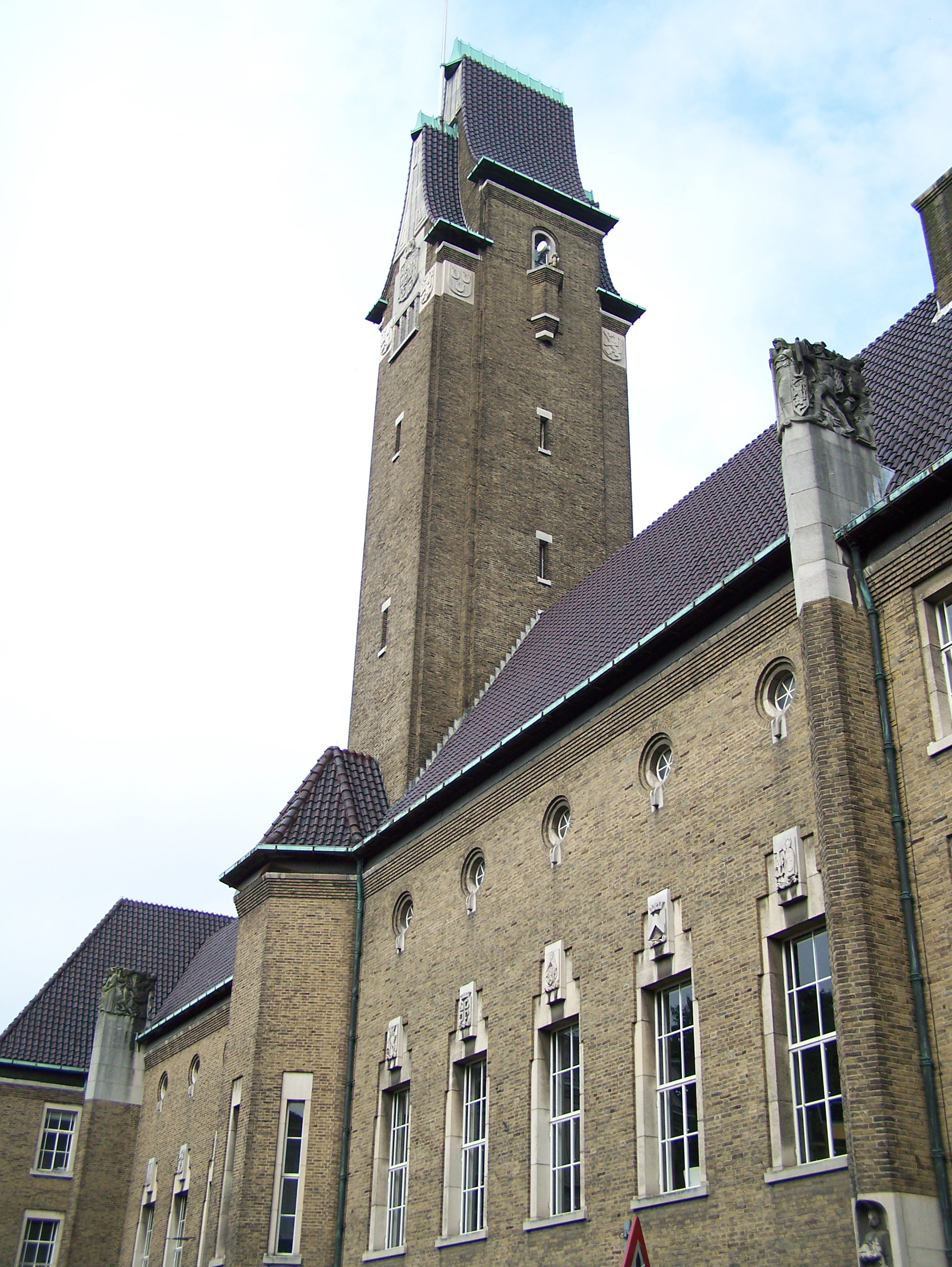
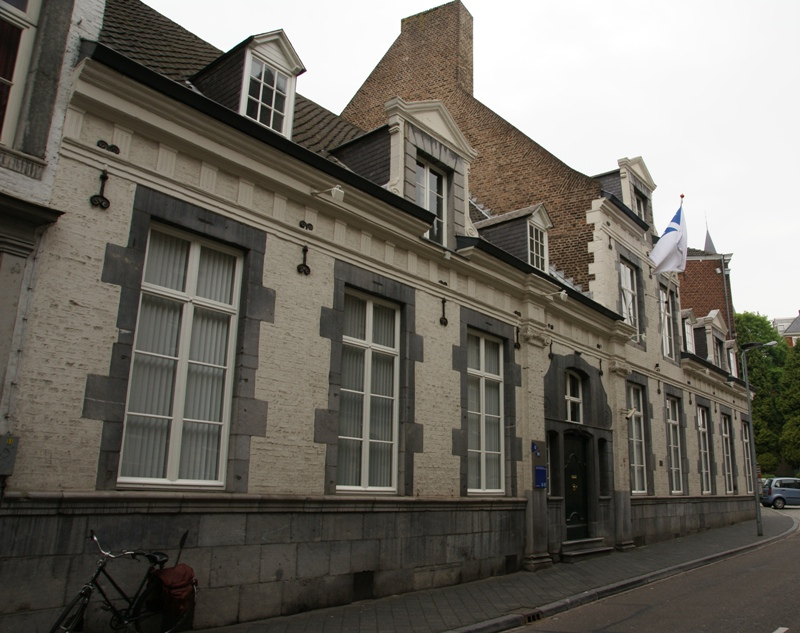
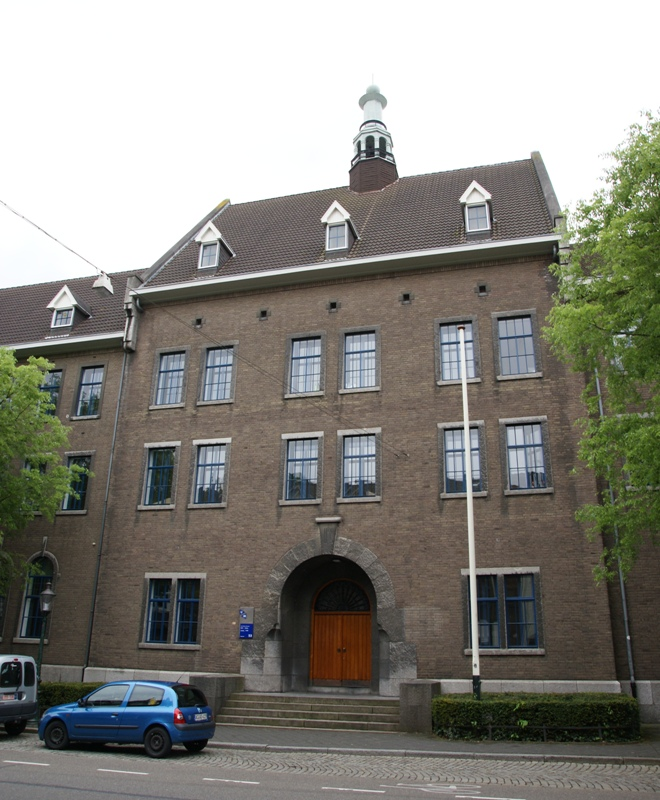
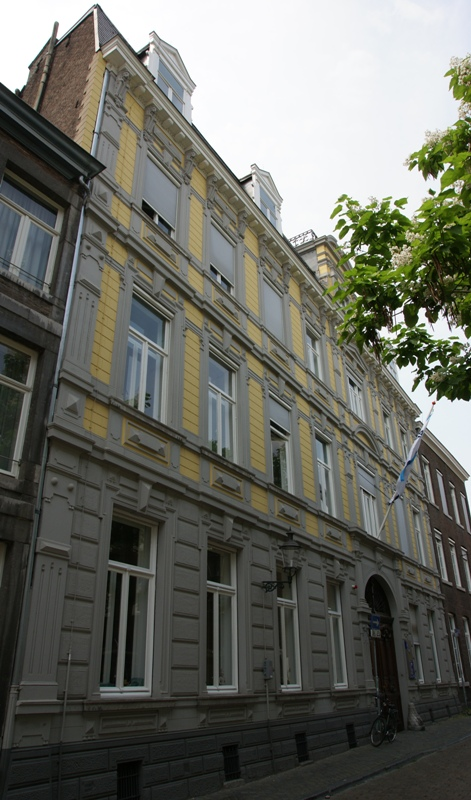

## وصلات خارجية
- موقع جامعة ماسترخت (بالإنجليزية)